# Papežská rada pro novou evangelizaci
Papežská rada pro novou evangelizaci (latinsky Pontificium Consilium de Nova Evangelizatione Promovenda) byla dikasteriem Římské kurie.

## Profil
Vznik Papežské rady pro novou evangelizaci byl vyhlášen 28. června 2010 papežem Benediktem XVI. Účelem této rady je „podporovat obnovenou evangelizaci v zemích, kde již zaznělo první hlásání víry a jsou zde již zavedená církevní společenství, které ale procházejí postupnou sekularizací společnosti a už nich došlo k jakémusi «zatmění smyslu pro Boha», které představují pro církev výzvu, aby nalezla vhodné prostředky k znovuobjevení věčné pravdy Kristova evangelia“.
Od 30. června byl papežem jmenován předsedou rady arcibiskup Rino Fisichella, který byl dříve rektorem Papežské Lateránské univerzity a předsedou Papežské akademie pro život.
12. října 2010 byl zveřejněn apoštolský list ve formě motu proprio Ubicumque et Semper, v němž papež zřídil dikasterium a stanovil jeho úkoly a složení.
16. ledna 2013 papež apoštolským listem ve motu proprio Fides per doctrinam, této radě také svěřil odpovědnost na katechezi, kterou dosud měla Kongregace pro klérus.
Rada byla zrušena k 5. červnu 2022, kdy vstoupila v účinnost apoštolská konstituce Praedicate Evangelium a její kompetence byly přiděleny nově vzniklému Dikasteriu pro evangelizaci.

## Hierarchie rady

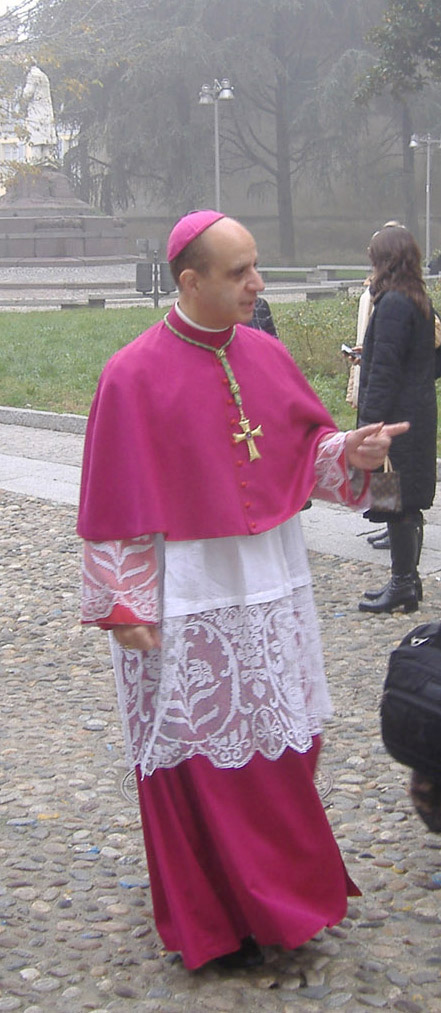
Archbishop Fisichella, 2006

### Pořadí předsedů
- Arcibiskup Rino Fisichella od 30. června 2010 do 5. června 2022

### Pořadí sekretářů
- Arcibiskup José Octavio Ruiz Arenas od 13. května 2011 do 5. června 2022

### Pořadí podsekretářů
- Monsignore Graham Bell od 13. května 2011 do 5. června 2022

## Členové rady
Členové Rady se mohou účastnit jednání Rady a účastnit se také ročních plenárních zasedání v Římě. Mají pětileté funkční období, které může být opakováno až do 80. roku věku.
- Kardinálové
  - Christoph Schönborn (od 5. ledna 2011)[3]
  - Angelo Scola (od 5. ledna 2011)[3]
  - George Pell (od 5. ledna 2011)[4]
  - Josip Bozanić (od 5. ledna 2011)[3]
  - Marc Ouellet (od 5. ledna 2011)[4]
  - Francisco Robles Ortega (od 5. ledna 2011)[3]
  - Odilo Pedro Scherer (od 5. ledna 2011)[3]
  - William Joseph Levada (od 5. ledna 2011)[4]
  - Stanisław Ryłko (od 5. ledna 2011)[3]
  - Gianfranco Ravasi (od 29. prosinec 2011)
  - Daniel Fernando Sturla Berhouet, S.D.B., (od 13. dubna 2015)

- Arcibiskupové a biskupové
  - Claudio Maria Celli (od 5. ledna 2011)[3]
  - Nikola Eterović (od 5. ledna 2011)[3]
  - Pierre-Marie Carré (od 5. ledna 2011)[3]
  - Robert Zollitsch (od 5. ledna 2011)[3]
  - Bruno Forte (od 5. ledna 2011)[3]
  - Bernard Longley (od 5. ledna 2011)[3]
  - Andre-Joseph Leonard (od 5. ledna 2011)[4]
  - Adolfo González Montes (od 5. ledna 2011)[3]
  - Vincenzo Paglia (od 5. ledna 2011)[3]